# 安庆师范大学
安庆师范大学，简称安庆师大，是一所坐落于中华人民共和国安徽省安庆市的公辦全日制省属师范大学，也是安徽省西南部唯一的一所师范大学。学校是国家大学生文化素质教育基地，全国精神文明建设先进单位，全国普通高校中华优秀传统文化传承基地，全国学校艺术教育工作先进单位，入选中西部高校基础能力建设工程。
安庆师范大学肇始於清朝于1897年建立的敬敷书院，歷經中華民國、中華人民共和國時期的多次改制變遷，于1977年恢复大学教育；并于1980年成立安庆师范学院，其后更在2016年更名为安庆师范大学；安庆师大也逐漸由以師範教育為主的师范学校轉變為綜合性、多科性的本科大學，其所設專業已经涵蓋了文学、经济学、历史学、法学、教育学、理学、工学、管理学、农学、艺术学等領域；现今安庆师大主要提供本科教育，同时具有硕士学位授予权，也承担着硕士研究生的培养任务。
截止2024年3月，学校现有龙山、菱湖两个校区，占地面积2800亩；设有17个二级学院，开设77个本科专业；拥有11个一级学科学术硕士学位点，11个专业硕士学位授权类别；有教职工1900余人，全日制在校生29000余人。

## 校史沿革
安庆师范大学的办学历史最早可追溯至清朝期间于安慶府建立的敬敷书院，光绪二十三年（1897年），学校移建至菱湖湖畔并于1901年与求是学堂合并成立安徽大学堂，揭开了安徽近现代高等教育的序幕；光绪三十一年（1905年），清政府决定废科举，兴建新式学校，于是安徽大学堂又更名为安徽省高等学堂，并迁入府学宫敬敷书院旧址。
中华民国建立后，1928年2月，省立安徽大学在安徽省高等学堂的校址上创办。1929年1月，程天放任安徽省教育厅厅长，接收改组安大并更名为“安徽省立大学”。1930年，教育部令改校名为“安徽省立安徽大学”。1939年夏，因受日本侵华战争的影响，学校被迫停办，历经在大别山区的颠沛流离，最终在战争结束后於安慶市復校，并于1946年更名為國立安徽大學。
1949年，中华人民共和国成立，国立安徽大学迁往芜湖，翌年，中国人民解放军在其校址上创立了海军联合学校第三分校。1955年，海军联合学校部分专业分出，成立安徽师范学校，1958年改为安庆师范专科学校。
文化大革命结束后，基于发展地方教育的需要，安徽省革命委员会同意安徽师范大学在安庆成立分校，招收本科生。1980年，中华人民共和国国务院批准在安徽师范大学安庆分校及安徽劳动大学部分专业的基础上，合并建立安庆师范学院，并具有学士学位授予权。
2004年，安庆师范学院获中华人民共和国教育部批准，开始与其他高等院校联合培养硕士研究生。2006年，学校正式获批成为硕士学位授予学校。2016年，经中华人民共和国教育部批准，学校更名为安庆师范大学。2018年，安庆师大各专业进入本科一批招生，以提高录取质量；2019年，安徽省人民政府批准安庆师范大学成为立项建设新增博士学位授予单位，学校正在争取获得博士學位授予权。

## 校园环境
安庆师范大学拥有龙山、菱湖两个校区，其中菱湖校区位在安庆城区大觀區的敬敷书院校址上，邻近菱湖风景区；校内有始建於19世纪末的敬敷书院和建于1935年的国立安徽大学红楼，两栋建筑见证了近现代安徽高等教育的萌芽发展，也已经成为安庆师大为在校师生开展文化素质教育的重要场所，同时也被列入安徽全国重点文物保护单位；该校部分系所的办公教学场地仍然位于安徽大学红楼内。而龙山校区位在同市宜秀区，邻近安徽黄梅戏艺术职业学院、安庆医药高等专科学校等高等院校，距离市中心较远。

## 学术研究

### 系所设置
在安庆师范学院创校之初，該校人才培养任务以培養中小学教師為主，開設了思想政治教育、中文、历史、英语、数学、物理、化学等专业。随着学术实力的提高及服务地域经济社会发展的需要，該校所設專業不斷增加，非師範類專業數也有所提升，學科綜合性不斷增強。现今，安庆师大面向中国大陆招生，提供普通高等教育、成人教育、留學生教育以及從業資格培訓。擁有學士、碩士二級學位授予權；该校所設本科專業72个，分布在该校17个二级学院内，涵蓋了文学、经济学、历史学、法学、教育学、理学、工学、管理学、农学、艺术学等領域。作为安徽省属的师范类院校，安庆师大也有資格招收公費師範生，为该省培养合格的中小学及幼儿园教师；其中生物科学、汉语言文学、物理学、数学与应用数学专业等学科已经通过中华人民共和国教育部师范类专业二级认证，具有一定的实力。

### 學術資源及科研成就
在社会科学领域，安庆师范大学依託與相關縣市的文化合作，建立了六尺巷和解文化研究中心、桐城派与桐城文化研究中心、黄梅戏与民间文化研究中心等高等研究机构；该校在徽学与安徽地域文化研究方面的基础逐年增强，拥有鲜明的研究特色，学校也有兴趣与安徽省教育厅、安徽大学等共建人文社会科学重点研究基地徽学研究中心安庆师大分中心；作为申请中国语言文学博士点的一环，学校致力于整合文学、历史学、地理学、美学等多学科实力，建立文旅融合发展研究院，以促进地方旅游文学与文化发展。
而在自然、形式科学领域，安庆师范大学先后创建了安徽省超高分子量聚乙烯纤维工程研究中心、智能制造、化工新材料、人工智能等一些特色的协同创新中心，以助力学校所在地安庆市科技创新工作及高新技术产业的发展，并为地区的创新服务和技术人才培养提供平台。

## 校园文化
安庆师范大学自称繼承了清朝敬敷书院以及民国时期成立的國立安徽大學之文脉，是故二校的文化精神也在该校受到推崇，國立安徽大學较具代表性的教学楼——红楼也绘于该校校徽的中央；而校徽内还写有敬敷书院的办学年份“1897”，传递了学校厚重的文化底蕴及悠久的办学历史。学校的校训则为“敬敷世范、勤学笃行”，其中“敬敷”二字出典于《尚書·舜典》，也体现了学校对敬敷书院的继承；“世范”则出典于《世说新语·德行》，“笃行”源于《礼记·中庸》。
在藝文上，安庆师范大学的體育、文娛活動也日趨豐富；该校师生依託地理、人文優勢，通过开设本科专业、研究中心，组织相关学生社团开展文艺活动，参与编纂《中国大百科全书》相关知识条目，着力保护与传承盛行于安庆一带的黄梅戏，更因此在2022年与安徽医科大学等高等院校一道获评为安徽省“非物质文化遗产传承基地”。除黄梅戏外，学校也通过多渠道保护传承其他非物质文化遗产在体育上，安庆师大定期举办运动会，更强化体质测试，引导在校生加强体育锻练。